# 이만갑
이만갑(李萬甲, 1921년 2월 14일 ~ 2010년 6월 19일)은 대한민국의 대학교수이자 정치인이다. 국토건설단 조사연구부장, 서울대 사회학과 교수를 지냈다.

## 약력
- 1955년 미국 코넬대학교 교환교수
- 1961년 2월 국토건설단 조사연구부장
- 1975년 학술원 회원
- 1979년~1983년 서울대학교 대학원장
- 서울대학교 명예교수

## 같이 보기
- 제2공화국
- 서울대학교
- 국토건설본부
- 코넬대학교
- 장면
- 윤보선
- 장준하
- 정헌주